# ستيفان ستويانوفيتش (لاعب كرة قدم)
ستيفان ستويانوفيتش (12 يناير 1988 ببلغراد في إقليم القائد العسكري في صربيا - ) هو لاعب كرة قدم صربي في مركز الهجوم. لعب مع نادي ديوسجوري وFK Radnički Pirot ‏ ورادنيتشكي 1923 ‏ وFK Radnički Svilajnac ‏ وFK BSK Borča ‏.

## وصلات خارجية
- ستيفان ستويانوفيتش (لاعب كرة قدم) على موقع قاعدة بيانات كرة القدم.إي يو (الإنجليزية)
- ستيفان ستويانوفيتش (لاعب كرة قدم) على موقع Soccerway.com (الإنجليزية)
- ستيفان ستويانوفيتش (لاعب كرة قدم) على موقع عالم كرة القدم.نت (الإنجليزية)